# Provspelning
En provspelning används av filmregissörer och filmproducenter för att avgöra hur väl en skådespelare passar för en film eller i en särskild roll.
Skådespelaren får vanligtvis en scen, eller utvalda repliker och rörelser, och blir därefter instruerad att framföra detta framför en kamera. Den framkallade filmen visas senare för relevant filmpersonal för bedömning.
Provspelningar kan även användas för att avgöra om kostym, smink eller andra detaljer passar in. Dessa får då namnet kostymprovspelning, et cetera.
Olika typer av skådespelare kan få olika uppgifter vid individuella provspelningar. En skådespelare som provspelar för en musikal kan till exempel kan bli tillfrågad att sjunga och dansa för att visa sina färdigheter. Internationella skådespelare som Bruce Lee får provspelningar för att visa att de klarar av språket som ska användas i filmen tillräckligt bra. I Lees fall blev han tillsagd att konversera om kinesisk kultur på engelska för att avgöra hans skicklighet i språket, för att sedan demonstrera kampsportsrörelser för att visa sina färdigheter.